# Зелёная партия Квебека
Зелёная партия Квебека (фр. Parti vert du Québec, англ. Green Party of Quebec) — политическая партия Квебека, отстаивающая экологические ценности.
Партия существовала в 1985—1998 гг. В 1994 многие её члены перешли в Квебекскую партию, после чего она фактически не функционировала, и была формально распущена в 1998. Воссоздана в 2001 г. Изначально участвовала в ряде коалиций левой направленности, однако после создания левой партии «Солидарный Квебек» принципиально воздерживается от блокирования с ней, занимая более правые позиции по ряду ключевых вопросов.
Партии ни разу не удалось избрать своего депутата в Квебекскую национальную ассамблею. На самых успешных для неё выборах 2007 г. получила 3,85 %, на выборах 2008 г. — 2,18 %, на выборах 2014 — всего 0,55 %.

## Лидеры
- Ив Бланшетт, Yves Blanchette (1987—1989)
- Жан Уиме, Jean Ouimet (1989—1993)
- Мэриан Л. Грант, Marian L. Grant (1993—1994)
- Эрик Ферлан, Éric Ferland (1994—1996)
- Салуа Лариди, Saloua Laridhi (1996—1998)

Партия не существовала в 1998—2001 гг.
- Ришар Савиньяк, Richard Savignac (2001—2006)
- Скотт Маккей, Scott McKay (2006—2008)
- Ги Ренвиль, Rainville (2008—2010)
- Клод Сабурен, Claude Sabourin (2010 —)